# Mwanga II
Danieri Basammula-Ekkere Mwanga II Mukasa (1868-8 de mayo de 1903) fue el kabaka ('rey') de Buganda en los periodos 1884-1888 y 1889-1897. Fue el XXXI kabaka de Buganda.

## Vida
Nació en Nakawa en 1868. Su padre fue Muteesa I de Buganda, que reinó entre 1856 y 1884. Su madre era Naabakyaala Abisaagi Baagal'ayaze, la décima hija de las 85 viudas de su difunto padre. Ascendió al trono el 18 de octubre de 1884, después de la muerte de su padre. Estableció su capital en Mengo Hill.

## Llegada al trono
Mwanga llegó al trono a los 16 años. Vio la creciente influencia en su reino de los misioneros cristianos, quienes gradualmente penetraban en Buganda. Su padre había tratado de mantener las tres religiones, católicos, protestantes y musulmanes unos contra otros para evitar la influencia de los poderes coloniales europeos que estaban apoyando a cada grupo para extender su influencia en África. Mwanga II tuvo un acercamiento mucho más agresivo, expulsando misioneros e insistiendo que los cristianos convertidos abandonaran su fe o enfrenten la muerte. Un año después el rey ejecutó a Yusufu Rugarama, Makko Kakumba, y Nuwa Serwanga, que se habían convertido al cristianismo.
Para Mwanga, la última humillación fue la insolencia que recibió de esos pajes de su harén masculino cuando ellos se resistieron a sus acosos sexuales. De acuerdo con la vieja tradición el rey era el centro del poder y la autoridad, y podía disponer de cualquier vida como quisiera. Era insólito que simples pajes rechazaran los deseos de un rey. Dados estos valores conflictivos, Mwanga estuvo determinado a alejar de su reino las nuevas enseñanzas y sus seguidores. Mwanga entonces, en mayo de 1886, ordenó a los conversos en su corte a elegir entre su nueva fe, o la completa obediencia a sus órdenes y deseos sexuales.
En total al menos 45 neófitos católicos y protestantes fueron a la muerte; aunque el número real parece que fue mayor. Veintidós de los jóvenes, quienes se habían convertido al catolicismo, fueron quemados vivos en Namugongo en 1886 y después fueron conocidos como los Mártires de Uganda. Entre los ejecutados estaban dos que tenían la posición en la corte de maestro de los pajes, Joseph Mukasa Balikuddembe y Charles Lwanga. Ellos desafiaron repetidamente al rey al rescatar a los pajes reales para protegerlos de la explotación homosexual del soberano sobre ellos, contraria a la enseñanza cristiana.
Estos asesinatos y la continua resistencia de Mwanga alarmaron a los británicos, quienes apoyaron una rebelión de grupos cristianos y musulmanes quienes apoyaban al medio hermano de Mwanga y acabaron derrotando a Mwanga en Mengo en 1888. El hermano de Mwanga, Kiweewa Nnyonyintono fue elevado al trono. Duró exactamente un mes y fue reemplazado en el trono por otro hermano, Kabaka Kalema Muguluma. Sin embargo, Mwanga escapó y negoció con los británicos. A cambio de entregar parte de su soberanía a la Compañía Británica de África Oriental, los británicos cambiaron su apoyo a Mwanga, quien destronó a Kalema en 1889.

## Últimos años
El 26 de diciembre de 1890, Mwanga firmó un tratado con Lord Lugard, garantizando ciertos poderes sobre comercio y la administración de justicia a la Compañía Imperial Británica del África Oriental. Estos poderes fueron trasferidos a la Corona el 1 de abril de 1893.
El 27 de agosto de 1894, Mwanga aceptó que Buganda se convierta en un Protectorado. Sin embargo, el 6 de julio de 1897, declaró la guerra a los británicos y lanzó un ataque, pero fue derrotado el 20 de julio de 1897, en Buddu. Partió hacia el África Oriental Alemana (hoy República de Tanzania), donde fue arrestado e internado en Bukoba.
Fue depuesto in absentia, el 9 de agosto de 1897. Tenazmente, escapó y regresó a Buganda con un ejército rebelde, pero fue nuevamente derrotado el 15 de enero de 1898. Fue capturado y en abril de 1899 exiliado en las Seychelles. En el exilio, fue recibido en la Iglesia Anglicana, siendo bautizado con el nombre de Danieri (Daniel). Pasó el resto de su vida en el exilio. Murió en 1903, a la edad de 35 años. En 1910 sus restos fueron repatriados y enterrados en Kasubi.